# Enoplomischus ghesquierei
Enoplomischus ghesquierei är en spindelart som beskrevs av Louis Giltay 1931. Enoplomischus ghesquierei ingår i släktet Enoplomischus och familjen hoppspindlar. Inga underarter finns listade i Catalogue of Life.